# 特雷梅斯蒂耶里-埃特内奥
特雷梅斯蒂耶里-埃特内奥（義大利語：Tremestieri Etneo），是意大利西西里大区[[卡塔尼亞廣域市的一个市镇。总面积6平方公里，人口21490人，人口密度3581.7人/平方公里（2009年）。ISTAT代码为087051。